# Mata-Ratos
Mata-Ratos és un grup portuguès de punk rock format a principis de 1982 a Oeiras, als suburbis de Lisboa, influenciat pel punk anglès i estatunidenc de finals dels anys 1970 i principis dels anys 1980 de grups com Cockney Rejects, Dead Kennedys, Black Flag, Adicts o The Business. Es considerada una banda mítica de l'escena punk rock portuguesa.

## Història
La formació original estava formada pel cantant Jorge «Morte Lenta» Leal, el guitarrista Pedro Coelho, el baixista Pinela i el bateria Jorge Cristina «Jó». Davant l'hostilitat dels promotors musicals, Mata-Ratos es va unir el 1984 amb altres bandes com Crise Total, Ku de Judas i Grito Final per a organitzar els seus propis concerts a Lisboa, moment en el qual Miguel Newton es va unir al grup com a vocalista.
El primer enregistrament oficial de Mata-Ratos va ser la maqueta homònima de 1989, editada per Raticida Records. El maig de 1990 el grup va gravar el seu disc de debut a Paço de Arcos, produït per Paulo Pedro Gonçalves, Rock Radioactivo. L'àlbum va arribà al 5è lloc a les llistes portugueses i se'n van vendre més de 6.000 còpies.
L'any 1994 es va editar Expulsos do Bar, un EP en vinil amb temes gravats el desembre de 1991. El 1994 Drunk Records va publicar un CD compartit amb cançons de Mata-Ratos, Pé de Cabra i Garotos Podres. El disc incloïa tres de les cinc cançons de l'EP Expulsos do Bar més vuit temes gravats en directe. El 1997 es va publicar Xu-Pa-Ki 82-97, una edició limitada que commemorava els 15 anys de carrera.
El 2003 Mata-Ratos va col·laborar a l'àlbum Hangover Heartattack, un tribut a Poison Idea, conjuntament amb Kill Your Idols, Ratos de Porão i Wolfbrigade, entre d'altres. El 2004 va participar al Festival Acção Directa, el primer festival de música punk de les Açores.

## Discografia
- Mata-Ratos (maqueta, 1989)
- Rock Radioactivo (1990)
- Expulsos do Bar (EP, 1994)
- Mata-Ratos/Pé de Cabra/Garotos Podres (compartit, 1994)
- Estás Aqui, Estás Ali! (1995)
- Bebedeiras e Miúdas Tour 95 (EP compartit amb Garotos Podres, 1995)
- Xu-Pá-Ki 82-97 (1997)
- To The East & To The West, Portugal vs. Czchec Republic (EP compartit, 1998)
- Sente o Ódio (1999)
- Crime (EP, 1999)
- Lisbonne vs. Paris (compartit amb Urban Crew, 2002)
- Deus, Pátria e Família (EP, 2003)
- És um Homem ou és um Rato (2004)
- Festa Tribal (directe, 2005)
- Novos Hinos Para A Mocidade Portuguesa (2007)
- Banda Sonora do Apocalipse Anunciado (2016)[8]